# Blue Islands
Blue Islands es una aerolínea de las Islas del Canal. Su sede central está en Guernsey, y su oficina registrada está en Saint Anne, Alderney. Opera servicios regulares entre las Islas del Canal y al Reino Unido y Europa a través de su socio CityJet. Sus bases principales de operación son el Aeropuerto de Guernsey y el Aeropuerto de Jersey. 

## Destinos
Blue Islands vuela a los siguientes destinos (junio de 2025):
| Países       | Destinos            | Aeropuertos                             | Notas      |
| ------------ | ------------------- | --------------------------------------- | ---------- |
| Alemania     | Múnich              | Aeropuerto Int. de Múnich-F. J. Strauss |            |
| España       | Palma de Mallorca   | Aeropuerto de Palma de Mallorca         | Estacional |
| Francia      | París               | Aeropuerto de París-Charles de Gaulle   |            |
| Guernsey     | Guernsey            | Aeropuerto de Guernsey                  | HUB        |
| Irlanda      | Dublín              | Aeropuerto de Dublín                    |            |
| Italia       | Verona              | Aeropuerto de Verona-Villafranca        | Estacional |
| Jersey       | Jersey              | Aeropuerto de Jersey                    | HUB        |
| Países Bajos | Róterdam            | Aeropuerto de Róterdam-La Haya          |            |
| Reino Unido  | Birmingham          | Aeropuerto de Birmingham-West Midlands  |            |
| Reino Unido  | Bristol             | Aeropuerto Internacional de Bristol     |            |
| Reino Unido  | Castle Donington    | Aeropuerto de East Midlands             |            |
| Reino Unido  | Edimburgo           | Aeropuerto de Edimburgo                 |            |
| Reino Unido  | Exeter              | Aeropuerto Internacional de Exeter      |            |
| Reino Unido  | Glasgow             | Aeropuerto Internacional de Glasgow     |            |
| Reino Unido  | Newcastle upon Tyne | Aeropuerto de Newcastle upon Tyne       |            |
| Reino Unido  | Norwich             | Aeropuerto Internacional de Norwich     | Estacional |
| Reino Unido  | Southampton         | Aeropuerto Internacional de Southampton |            |
| Suiza        | Zúrich              | Aeropuerto Internacional de Zúrich      |            |

### Acuerdos de código compartido
- Aurigny Air Services[2]
- Loganair[3]

## Flota

### Flota actual
Blue Islands opera en la actualidad las siguientes aeronaves:
| Aeronaves | En servicio | Pedidos | Pasajeros (clase única)                            | Matrículas                                         | Antigüedad                                         |
| --------- | ----------- | ------- | -------------------------------------------------- | -------------------------------------------------- | -------------------------------------------------- |
| ATR 72    | 5           | —       | 68                                                 | G-ISLL                                             | 22,8 años                                          |
| ATR 72    | 5           | —       | 68                                                 | G-ISLM                                             | 17,8 años                                          |
| ATR 72    | 5           | —       | 72                                                 | G-ISLO                                             | 17,3 años                                          |
| ATR 72    | 5           | —       | 70                                                 | G-ISLN                                             | 15,6 años                                          |
| ATR 72    | 5           | —       | 72                                                 | G-ISLP                                             | 10,9 años                                          |
| Total     | 5           | —       | Edad media de la flota (junio de 2025): 16,9 años. | Edad media de la flota (junio de 2025): 16,9 años. | Edad media de la flota (junio de 2025): 16,9 años. |

### Flota histórica
| Aeronaves                 | Total | Introducido | Retirado | Matrículas                                      |
| ------------------------- | ----- | ----------- | -------- | ----------------------------------------------- |
| ATR 42                    | 6     | 2009        | 2022     | G-DRFC, G-ISLG, G-ZEBS, G-ISLH, G-ISLJ y G-ISLF |
| BAe Jetstream 31          | 6     | 2006        | 2015     | G-JIBO, G-PLAJ, G-FARA, G-ISLB, G-ISLC y G-ISLD |
| Britten-Norman Islander   | 1     | 2000        | 2011     | G-XAXA                                          |
| Britten-Norman Trislander | 2     | 2005        | 2011     | G-LCOC y G-BEDP                                 |
| Dornier 328               | 1     | 2007        | 2011     | G-BYHG                                          |
| Fokker 50                 | 1     | 2012        | 2012     | PH-JXK                                          |
| Saab 2000                 | 1     | 2025        | 2025     | OY-FSE                                          |